# Schmargendorf (Angermünde)
Schmargendorf è una frazione della città tedesca di Angermünde, nel Land del Brandeburgo.

## Storia
Schmargendorf fu citata per la prima volta nel 1287 come Marcgrevendorp, e costituiva un piccolo centro rurale.
Il 26 ottobre 2003 il comune di Schmargendorf fu aggregato alla città di Angermünde.